# ولوين
ولوين، هي قرية وأبرشية مدنية في هيرتفوردشاير، إنجلترا. تسمى أحيانًا ولوين القديمة لتمييزها عن مستوطنة ويلوين جاردن سيتي الأحدث بكثير، والتي تقع على بعد حوالي ميل إلى الجنوب، على الرغم من أن بعض السكان لا يحبون اقتراح الدونية أو عدم الأهمية الذي يشير إليه لقب «قديم» ويفضلون تسميتها بقرية ولوين.